# قائمة أكثر ألعاب نينتندو 64 مبيعا

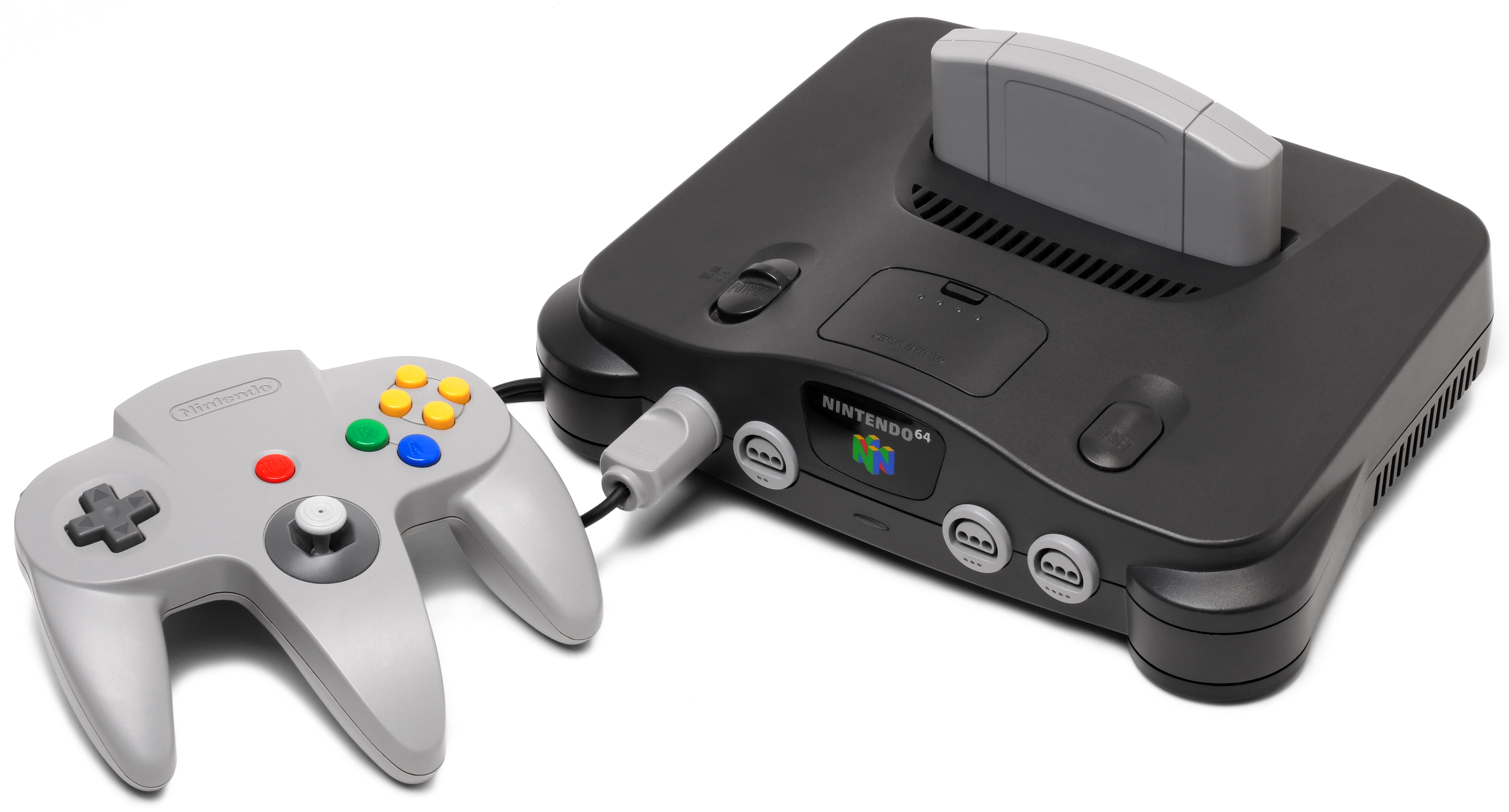
نينتندو 64

قائمة أكثر ألعاب نينتندو 64 مبيعًا تحتوي 42 إصدار، كل منها قد باع أو صدر على الأقل مليون نسخة.

## قائمة الألعاب
| العنوان                                       | سنة الإصدار | النسخ المباعة                                                                                       |
| --------------------------------------------- | ----------- | --------------------------------------------------------------------------------------------------- |
| سوبر ماريو 64                                 | 1996        | 11.89 مليون                                                                                         |
| ماريو كارت 64                                 | 1996/1997   | 9.87 ملايين                                                                                         |
| غولدن آي 007                                  | 1997        | 8.09 ملايين                                                                                         |
| ذا ليجند أوف زيلدا: أوكرينا أوف تايم          | 1998        | 7.6 ملايين                                                                                          |
| سوبر سماش برذرز                               | 1999        | 5.55 ملايين                                                                                         |
| ديدي كونغ ريسنغ                               | 1997        | 4.43 ملايين تقريبًا: 3.78 ملايين في الولايات المتحدة، 653,928 في اليابان                             |
| بوكيمون ستاديوم                               | 1999        | 3.97 ملايين تقريبًا: 3.16 ملايين في الولايات المتحدة، 710,765 في اليابان، 100,000 في المملكة المتحدة |
| دونغي كونغ 64                                 | 1999        | 3.77 ملايين تقريبًا: 2.67 ملايين في الولايات المتحدة، 1.1 مليون في اليابان                           |
| ذا ليجند أوف زيلدا: ماجوراز ماسك              | 2000        | 3.36 ملايين                                                                                         |
| ستار فوكس 64                                  | 1997        | 3.32 ملايين تقريبًا: 2.76 ملايين في الولايات المتحدة، 565,222 في اليابان                             |
| بانجو-توى                                     | 2000        | 3 ملايين                                                                                            |
| بوكيمون سناب                                  | 1999        | 2.72 ملايين تقريبًا: 2.22 ملايين في الولايات المتحدة، 498,155 في اليابان                             |
| بيرفكت دارك                                   | 2000        | 2.52 ملايين                                                                                         |
| دبليو سي دبليو/إن دبليو آوه ريفينج            | 1998        | 2.38 ملايين في الولايات المتحدة                                                                     |
| ماريو بارتي 2                                 | 1999        | 2.33 ملايين تقريبًا: 1.26 مليون في الولايات المتحدة، 1.07 مليون في اليابان                           |
| بانجو-كازوي                                   | 1998        | 2.2 ملايين تقريبًا: 1.8 مليون في الولايات المتحدة، 400,000 في اليابان                                |
| بوكيمون ستاديوم 2                             | 2000        | 2.15 ملايين تقريبًا: 1.14 مليون في اليابان، 1.01 مليون في الولايات المتحدة                           |
| توني هاوكس برو سكيتر                          | 2000        | 2.11 ملايين في الولايات المتحدة                                                                     |
| ويف ريس 64                                    | 1996        | 2.1 ملايين تقريبًا: 1.95 مليون في الولايات المتحدة، 154,682 في اليابان                               |
| حرب النجوم: ظلال الإمبراطورية                 | 1996        | 2.008 ملايين تقريبًا: 1.98 مليون في الولايات المتحدة، 28,038 في اليابان                              |
| قصة يوشي                                      | 1997        | 1.95 مليون تقريبًا: 1.1 مليون في الولايات المتحدة، 852,846 في اليابان                                |
| ماريو بارتي                                   | 1998        | 1.94 مليون تقريبًا: 1.23 مليون في الولايات المتحدة، 714,358 في اليابان                               |
| حرب النجوم الجزء الأول: المتسابق              | 1999        | 1.80 مليون تقريبًا: 1.71 مليون في الولايات المتحدة، 87,826 في اليابان                                |
| ماريو تنس                                     | 2000        | 1.77 مليون تقريبًا: 1.1 مليون في اليابان، 669,958 في الولايات المتحدة                                |
| كروسن يو إس إي                                | 1996        | 1.74 مليون في الولايات المتحدة                                                                      |
| دبليو سي دبليو فيرسيس. إن دبليو آوه: ورلد تور | 1997        | 1.69 مليون في الولايات المتحدة                                                                      |
| ماريو بارتي 3                                 | 2000        | 1.64 مليون تقريبًا: 1.02 مليون في اليابان، 624,468 في الولايات المتحدة                               |
| حرب النجوم: السرب المتشرد                     | 1998        | 1.634 مليون تقريبًا: 1.59 مليون في الولايات المتحدة، 44,337 في اليابان                               |
| كيربي النجوم 64                               | 2000        | 1.61 مليون تقريبًا: 1.07 مليون في اليابان، 541,600 في الولايات المتحدة                               |
| 007: العالم ليس كافيًا                         | 2000        | 1.55 مليون في الولايات المتحدة                                                                      |
| دبليو دبليو إف نو ميرسي                       | 2000        | 1.5 مليون في الولايات المتحدة                                                                       |
| دبليو دبليو إف راسلمنيا 2000                  | 1999        | 1.48 مليون في الولايات المتحدة                                                                      |
| بيكاتشو على ما يرام                           | 1998        | 1.47 مليون تقريبًا: 744,870 في اليابان، 721,720 في الولايات المتحدة                                  |
| نامكو ميوزيام 64                              | 1999        | 1.45 مليون في الولايات المتحدة                                                                      |
| توروك 2: سيدز أوف إيفل                        | 1998        | 1.40 مليون تقريبًا: 1.14 مليون في الولايات المتحدة، 13,683 في اليابان؛ 1.4 مليون نسخة مُصدَّرة          |
| التزلج على الجليد بزاوية 1080                 | 1998        | 1.25 مليون تقريبًا: 1.23 مليون في الولايات المتحدة، 23,908 في اليابان                                |
| توروك: ديناصور هانتر                          | 1997        | 1.2 مليون                                                                                           |
| كوبي براينت إن إن بي إيه كورتسايد             | 1998        | 1.19 مليون                                                                                          |
| بايلوت وينغز 64                               | 1996        | 1.12 مليون                                                                                          |
| ماريو غولف                                    | 1999        | 1.005 مليون تقريبًا: 534,283 في الولايات المتحدة، 470,779 في اليابان                                 |

جميع ألعاب نينتندو 64 قد باعت حتى 31 ديسمبر 2009: 224.97 مليون.